# Béatrice Pasquier de Franclieu
Pour les autres membres de la famille, voir Paul de Pasquier de Franclieu.
Béatrice Pasquier de Franclieu devenue, par son mariage, Béatrice d’Orléans (en espagnol : Beatriz de Orleans), comtesse d’Évreux, est née le 24 octobre 1941 à Neuilly-sur-Seine (dans la Seine ; aujourd’hui dans les Hauts-de-Seine). C’est une journaliste française spécialiste de la mode et l’auteur de plusieurs ouvrages consacrés aux relations publiques.

## Famille
Béatrice est la deuxième des trois filles de Bruno Pasquier de Franclieu (1914-1944) et de son épouse Jacqueline Térisse (1918-1999). En plus de ses deux sœurs, Béatrice a trois demi-frères nés du remariage de sa mère avec Michel O’Neill.
Les 17 et 18 novembre 1967, elle épouse, civilement puis religieusement, à Casablanca, au Maroc, Michel d’Orléans (né en 1941), futur comte d’Évreux. Michel est le fils d’Henri d’Orléans (1908-1999), comte de Paris et prétendant orléaniste au trône de France sous le nom d’« Henri VI », et de son épouse franco-brésilienne Isabelle d’Orléans-Bragance (1911-2003).
De cette union naissent quatre enfants :
- Clotilde d'Orléans (née le 4 décembre 1968), qui épouse en 1993 Édouard Crépy (né en 1969) ;
- Adélaïde d'Orléans (née le 11 septembre 1971), qui s'unit en 2002 à Pierre-Louis Dailly (né en 1968) ;
- Charles-Philippe d'Orléans (né à Paris le 3 mars 1973), duc d'Anjou, qui épouse en premières noces en 2008 l’aristocrate portugaise Diana Álvares Pereira de Melo (née en 1978), duchesse de Cadaval (divorce le 29 novembre 2022) ; puis se remarie civilement (et sans le consentement du chef de la maison de France[1]) en 2023[2] avec Naomi-Valeska Salz (née en 1981).
- François d'Orléans (né le 10 février 1982), comte de Dreux, qui s'unit en 2014 à l'aristocrate allemande Theresa von Einsiedel (née en 1984).

Le comte et la comtesse d'Evreux sont séparés depuis 1994. Leur divorce est prononcé par la cour d'appel de Paris en 2012.

## Biographie
Née pendant l’Occupation, Béatrice Pasquier de Franclieu devient orpheline de père à l’âge de trois ans. Pétainiste, le comte Bruno est en effet fusillé par les F.T.P., le 15 septembre 1944. 
La jeune fille reçoit une éducation soignée dans diverses institutions catholiques puis part compléter ses études en Angleterre, l’année de ses 19 ans. De retour en France, elle est diplômée en sciences politiques à la Sorbonne et fait ensuite une maîtrise en marketing. Parallèlement, elle travaille au bureau parisien du journal de mode américain Women's Wear Daily.
En 1964, elle fait la connaissance de Michel d'Orléans lors d’une réception organisée près d’Olivet mais c’est seulement l’année suivante que les deux jeunes gens commencent à se fréquenter.
Issue d'une famille de la noblesse française, la jeune fille semble posséder tous les atouts pour séduire le comte de Paris et être acceptée comme sa belle-fille. Mais c’est sans compter avec le passé vichyste de son propre père. Le prétendant orléaniste, soucieux de ne pas lier sa famille au souvenir de la Collaboration, interdit en effet à son fils Michel de fréquenter Béatrice. Amoureux, le jeune homme ne cède pas et décide finalement d’épouser l’élue de son cœur au Maroc, en 1967. Il est alors exclu de la succession au trône par le comte de Paris et aucun des membres de sa famille n’assiste à son mariage, excepté un cousin de son père, le duc de Nemours. 
La rupture entre le chef des Orléans et son fils est ensuite longue à cicatriser. Il faut attendre 1978 pour que Michel et son épouse soient finalement pardonnés par le comte de Paris et reçoivent, en guise de réconciliation, les titres de comte et comtesse d’Évreux. Mais, même après cela, ils ne sont que partiellement réintégrés à la famille et demeurent exclus de la succession orléaniste.
Après leur mariage, Béatrice et Michel vivent au Maroc, où le comte est attaché de direction dans une entreprise de travaux publics, puis en Grande-Bretagne, de 1970 à 1973, et enfin à Madrid, à partir de 1973. En 1986, le comte d’Évreux quitte la société qui l’employait et est engagé par le groupe Accor, dont il dirige la délégation madrilène. De son côté, la comtesse d’Évreux entre chez Christian Dior en 1985 et ne tarde pas à y devenir directrice pour l’Espagne et le Portugal. Cette fonction prestigieuse permet à la comtesse d’être régulièrement placée sous les feux des projecteurs et de devenir ainsi l’une des personnalités incontournables du gotha espagnol. 
Mais, alors que la comtesse d’Évreux semble connaître de plus en plus de succès dans sa vie professionnelle, son mari perd son emploi et des dissensions se font jour au sein du couple. Les deux époux décident donc de se séparer (sans divorcer) en février 1994 et Michel d'Orléans regagne la France tandis que sa femme reste vivre à Madrid, où elle publie plusieurs ouvrages. Leur divorce est prononcé en 2012 par la cour d'appel de Paris.

## Titulature et décorations

### Titulature de courtoisie
- 10 décembre 1976 - 24 juin 1999 : Béatrice d'Orléans, comtesse d'Evreux[Note 2]
- 24 juin 1999 - 28 novembre 2012 : Son Altesse royale la princesse Béatrice d'Orléans, comtesse d'Evreux
- depuis le 28 novembre 2012 : Son Altesse royale la princesse Béatrice d'Orléans[Note 3]

### Décorations
- Chevalier de la Légion d'honneur (France, 10 avril 2009)[14] ;
- Médaille de l'Ordre d'Isabelle la Catholique (Espagne, 2020)[15].

## Ascendance
|  |                                               |  |  |  |  |  |  |  |  |  |  |  |  |  |  |  |
|  | 16. Baron Louis Anselme Pasquier de Franclieu |  |  |  |  |  |  |  |  |  |  |  |  |  |  |  |
|  |                                               |  |  |  |  |  |  |  |  |  |  |  |  |  |  |  |
|  |                                               |  |  |  |  |  |  |  |  |  |  |  |  |  |  |  |
|  | 8. Comte Émilien Joseph Pasquier de Franclieu |  |  |  |  |  |  |  |  |  |  |  |  |  |  |  |
|  |                                               |  |  |  |  |  |  |  |  |  |  |  |  |  |  |  |
|  |                                               |  |  |  |  |  |  |  |  |  |  |  |  |  |  |  |
|  | 17. Eugénie Chosson du Colombier              |  |  |  |  |  |  |  |  |  |  |  |  |  |  |  |
|  |                                               |  |  |  |  |  |  |  |  |  |  |  |  |  |  |  |
|  |                                               |  |  |  |  |  |  |  |  |  |  |  |  |  |  |  |
|  | 4. Comte Albert Joseph Pasquier de Franclieu  |  |  |  |  |  |  |  |  |  |  |  |  |  |  |  |
|  |                                               |  |  |  |  |  |  |  |  |  |  |  |  |  |  |  |
|  |                                               |  |  |  |  |  |  |  |  |  |  |  |  |  |  |  |
|  | 18. Antoine Dugas-Vialis                      |  |  |  |  |  |  |  |  |  |  |  |  |  |  |  |
|  |                                               |  |  |  |  |  |  |  |  |  |  |  |  |  |  |  |
|  |                                               |  |  |  |  |  |  |  |  |  |  |  |  |  |  |  |
|  | 9. Jeanne Louise Dugas-Vialis                 |  |  |  |  |  |  |  |  |  |  |  |  |  |  |  |
|  |                                               |  |  |  |  |  |  |  |  |  |  |  |  |  |  |  |
|  |                                               |  |  |  |  |  |  |  |  |  |  |  |  |  |  |  |
|  | 19. Louise Adélaïde Boucher de Boucherville   |  |  |  |  |  |  |  |  |  |  |  |  |  |  |  |
|  |                                               |  |  |  |  |  |  |  |  |  |  |  |  |  |  |  |
|  |                                               |  |  |  |  |  |  |  |  |  |  |  |  |  |  |  |
|  | 2. Comte Bruno Marie Pasquier de Franclieu    |  |  |  |  |  |  |  |  |  |  |  |  |  |  |  |
|  |                                               |  |  |  |  |  |  |  |  |  |  |  |  |  |  |  |
|  |                                               |  |  |  |  |  |  |  |  |  |  |  |  |  |  |  |
|  | 20. Jean Louis Chardiny                       |  |  |  |  |  |  |  |  |  |  |  |  |  |  |  |
|  |                                               |  |  |  |  |  |  |  |  |  |  |  |  |  |  |  |
|  |                                               |  |  |  |  |  |  |  |  |  |  |  |  |  |  |  |
|  | 10. Louis Chardiny                            |  |  |  |  |  |  |  |  |  |  |  |  |  |  |  |
|  |                                               |  |  |  |  |  |  |  |  |  |  |  |  |  |  |  |
|  |                                               |  |  |  |  |  |  |  |  |  |  |  |  |  |  |  |
|  | 21. Jeanne Marie Coste                        |  |  |  |  |  |  |  |  |  |  |  |  |  |  |  |
|  |                                               |  |  |  |  |  |  |  |  |  |  |  |  |  |  |  |
|  |                                               |  |  |  |  |  |  |  |  |  |  |  |  |  |  |  |
|  | 5. Marguerite Marie Chardiny                  |  |  |  |  |  |  |  |  |  |  |  |  |  |  |  |
|  |                                               |  |  |  |  |  |  |  |  |  |  |  |  |  |  |  |
|  |                                               |  |  |  |  |  |  |  |  |  |  |  |  |  |  |  |
|  | 22. François Blanc                            |  |  |  |  |  |  |  |  |  |  |  |  |  |  |  |
|  |                                               |  |  |  |  |  |  |  |  |  |  |  |  |  |  |  |
|  |                                               |  |  |  |  |  |  |  |  |  |  |  |  |  |  |  |
|  | 11. Clotilde Blanc                            |  |  |  |  |  |  |  |  |  |  |  |  |  |  |  |
|  |                                               |  |  |  |  |  |  |  |  |  |  |  |  |  |  |  |
|  |                                               |  |  |  |  |  |  |  |  |  |  |  |  |  |  |  |
|  | 23. Marie Longin                              |  |  |  |  |  |  |  |  |  |  |  |  |  |  |  |
|  |                                               |  |  |  |  |  |  |  |  |  |  |  |  |  |  |  |
|  |                                               |  |  |  |  |  |  |  |  |  |  |  |  |  |  |  |
|  | 1. Béatrice Marie Pasquier de Franclieu       |  |  |  |  |  |  |  |  |  |  |  |  |  |  |  |
|  |                                               |  |  |  |  |  |  |  |  |  |  |  |  |  |  |  |
|  |                                               |  |  |  |  |  |  |  |  |  |  |  |  |  |  |  |
|  | 24. Jean François Térisse                     |  |  |  |  |  |  |  |  |  |  |  |  |  |  |  |
|  |                                               |  |  |  |  |  |  |  |  |  |  |  |  |  |  |  |
|  |                                               |  |  |  |  |  |  |  |  |  |  |  |  |  |  |  |
|  | 12. Jules Marie Térisse                       |  |  |  |  |  |  |  |  |  |  |  |  |  |  |  |
|  |                                               |  |  |  |  |  |  |  |  |  |  |  |  |  |  |  |
|  |                                               |  |  |  |  |  |  |  |  |  |  |  |  |  |  |  |
|  | 25. Emilie Bouche                             |  |  |  |  |  |  |  |  |  |  |  |  |  |  |  |
|  |                                               |  |  |  |  |  |  |  |  |  |  |  |  |  |  |  |
|  |                                               |  |  |  |  |  |  |  |  |  |  |  |  |  |  |  |
|  | 6. Jules Emile Térisse                        |  |  |  |  |  |  |  |  |  |  |  |  |  |  |  |
|  |                                               |  |  |  |  |  |  |  |  |  |  |  |  |  |  |  |
|  |                                               |  |  |  |  |  |  |  |  |  |  |  |  |  |  |  |
|  | 26. Jean Matthieu Fouillouse                  |  |  |  |  |  |  |  |  |  |  |  |  |  |  |  |
|  |                                               |  |  |  |  |  |  |  |  |  |  |  |  |  |  |  |
|  |                                               |  |  |  |  |  |  |  |  |  |  |  |  |  |  |  |
|  | 13. Marie Marthe Fouillouse                   |  |  |  |  |  |  |  |  |  |  |  |  |  |  |  |
|  |                                               |  |  |  |  |  |  |  |  |  |  |  |  |  |  |  |
|  |                                               |  |  |  |  |  |  |  |  |  |  |  |  |  |  |  |
|  | 27. Marie L'Héritier                          |  |  |  |  |  |  |  |  |  |  |  |  |  |  |  |
|  |                                               |  |  |  |  |  |  |  |  |  |  |  |  |  |  |  |
|  |                                               |  |  |  |  |  |  |  |  |  |  |  |  |  |  |  |
|  | 3. Jacqueline Françoise Térisse               |  |  |  |  |  |  |  |  |  |  |  |  |  |  |  |
|  |                                               |  |  |  |  |  |  |  |  |  |  |  |  |  |  |  |
|  |                                               |  |  |  |  |  |  |  |  |  |  |  |  |  |  |  |
|  | 28. Marquis Jean Louis de Laizer              |  |  |  |  |  |  |  |  |  |  |  |  |  |  |  |
|  |                                               |  |  |  |  |  |  |  |  |  |  |  |  |  |  |  |
|  |                                               |  |  |  |  |  |  |  |  |  |  |  |  |  |  |  |
|  | 14. Marquis Stéphane Hippolyte de Laizer      |  |  |  |  |  |  |  |  |  |  |  |  |  |  |  |
|  |                                               |  |  |  |  |  |  |  |  |  |  |  |  |  |  |  |
|  |                                               |  |  |  |  |  |  |  |  |  |  |  |  |  |  |  |
|  | 29. Jeanne Marie Durant de Juvisy             |  |  |  |  |  |  |  |  |  |  |  |  |  |  |  |
|  |                                               |  |  |  |  |  |  |  |  |  |  |  |  |  |  |  |
|  |                                               |  |  |  |  |  |  |  |  |  |  |  |  |  |  |  |
|  | 7. Marie Hélène de Laizer                     |  |  |  |  |  |  |  |  |  |  |  |  |  |  |  |
|  |                                               |  |  |  |  |  |  |  |  |  |  |  |  |  |  |  |
|  |                                               |  |  |  |  |  |  |  |  |  |  |  |  |  |  |  |
|  | 30. Adrien Ruinart de Brimont                 |  |  |  |  |  |  |  |  |  |  |  |  |  |  |  |
|  |                                               |  |  |  |  |  |  |  |  |  |  |  |  |  |  |  |
|  |                                               |  |  |  |  |  |  |  |  |  |  |  |  |  |  |  |
|  | 15. Marie Louise Ruinart de Brimont           |  |  |  |  |  |  |  |  |  |  |  |  |  |  |  |
|  |                                               |  |  |  |  |  |  |  |  |  |  |  |  |  |  |  |
|  |                                               |  |  |  |  |  |  |  |  |  |  |  |  |  |  |  |
|  | 31. Yvonne Louise de Sesmaisons               |  |  |  |  |  |  |  |  |  |  |  |  |  |  |  |
|  |                                               |  |  |  |  |  |  |  |  |  |  |  |  |  |  |  |
|  |                                               |  |  |  |  |  |  |  |  |  |  |  |  |  |  |  |

### Œuvres
- (es) José Miguel Carrillo de Albornoz et Beatriz de Orleans, Entender de arte y Antigüedades: Guía práctica del Coleccionista, Belacqua de Ediciones, Barcelone, 2004.  (ISBN 84-95894-93-9)
- (es) Beatriz de Orleans, El Arte de hacer relaciones públicas (bien), Editorial Aguilar, Madrid, 2005.  (ISBN 978-84-03-09394-2)
- (es) Beatriz de Orleans, El Valor de la imagen, Relaciones públicas y protocolo en la empresa, Wolters Kluwer España, S.A., Madrid, 2008.  (ISBN 978-84-936028-4-0)
- (es) Beatriz de Orleans, Disfruta de una experiencia de lujo. Más de 100 propuestas exclusivas, Ediciones Martínez Roca, Madrid, 2014.  (ISBN 978-84-270-4086-1)

### Vidéo surYouTube
- (es) Interview de la « comtesse d'Évreux » lors d'un gala de charité